# تولو تولو
تولو تولو (ایتالیایی: Tolo Tolo) یک فیلم کمدی ایتالیایی به کارگردانی ککو زالونه است که در سال ۲۰۲۰ منتشر شد. این فیلم با فروش ۴۶٫۲ میلیون یورو (۵۲٫۲ میلیون دلار آمریکا)، پنجمین فیلم پرفروش تاریخ سینمای ایتالیا و نهمین فیلم پرفروش در کشور ایتالیا در سال ۲۰۲۰ شد.

## بازیگران
- ککو زالونه
- سلیمان سیلا
- باربارا بوشه
- آنتونلا آتیلی
- نیکولا دی باری
- نیکی وندولا
- آلکسی میشالیک